# Rosemary Cramp
Dama Rosemary Jean Cramp (6 de mayo de 1929 - 27 de abril de 2023) fue una arqueóloga y académica británica especializada en los anglosajones. Fue la primera profesora en la Universidad de Durham y profesora de Arqueología de 1971 a 1990. Se desempeñó como presidenta de la Sociedad de Anticuarios de Londres de 2001 a 2004.

## Primeros años y educación
Rosemary Jean Cramp nació el 6 de mayo de 1929 en Cranoe, Leicestershire, Inglaterra.   Creció en la granja de su padre en Leicestershire   y se educó en Market Harborough Grammar, una escuela primaria en Market Harborough, Leicestershire. A los 12 años, encontró evidencia de una villa romana en las tierras de su familia en Glooston.   Dijo que siempre sintió que estaba destinada a ser arqueóloga y que quería un equipo de detective para su séptimo cumpleaños. Cramp pasó a estudiar lengua y literatura inglesas en St Anne’s College, Oxford,  donde su tutora fue Iris Murdoch .  Durante su carrera, habiendo llamado la atención de la arqueóloga Margerie Venables Taylor, asistió a la escuela de campo arqueológica celebrada en Corbridge, Northumberland, y fue miembro activo de la Sociedad Arqueológica de la Universidad de Oxford. Se graduó con una licenciatura en artes (BA); Según la tradición, su licenciatura fue posteriormente ascendida a Maestría en Artes (MA Oxon). Permaneció en St Anne's para estudiar un posgrado de Licenciatura en Letras (BLitt) con Christopher Hawkes, que completó en 1950:   su tesis se refería a la relevancia de la evidencia arqueológica en relación con la poesía inglesa antigua. 

## Carrera
Cramp comenzó su carrera académica en su alma mater, la Universidad de Oxford,  donde fue becaria y tutora de inglés en St Anne’s College de 1950 a 1955.  En 1955, se trasladó a la Universidad de Durham como profesora de arqueología.  El Departamento de Arqueología se creó formalmente al año siguiente, especializado en arqueología romana y anglosajona. Fue ascendida a profesora titular en 1966.  Se convirtió en la primera profesora en Durham cuando fue nombrada profesora de Arqueología en 1971.   Fue jefa del Departamento de Arqueología de 1971 a 1990.  Se jubiló en 1990 y fue nombrada profesora emérita. Tras su jubilación, el Departamento de Arqueología de Durham estableció el Fondo Rosemary Cramp para reconocer a personas y grupos que hacen una contribución significativa a la arqueología y el patrimonio de Gran Bretaña e Irlanda.En 1992, fue becaria visitante en el All Souls College de Oxford.
Fuera de su trabajo universitario, ocupó varios puestos de voluntariado. De 1975 a 1999, se desempeñó como miembro de la Comisión Real de Monumentos Antiguos e Históricos de Escocia.  Fue fideicomisaria del Museo Británico entre 1978 y 1998.  De 1984 a 1989, fue miembro de la Comisión de Edificios y Monumentos Históricos de Inglaterra (ahora conocida como Inglaterra Histórica).  Se desempeñó como presidenta del Servicio de Datos Arqueológicos de 1996 a 2001. 
Cramp ocupó varios cargos de alto nivel dentro de organizaciones académicas. Fue presidenta del Consejo de Arqueología Británica de 1989 a 1992 y vicepresidenta honoraria desde 1992.   Fue presidenta de la Sociedad de Arqueología de la Iglesia de 1996 a 2000.  De 1992 a 1997 fue vicepresidenta del Real Instituto Arqueológico.  Fue presidenta de la Sociedad de Anticuarios de Londres de 2001 a 2004. Cramp fue panelista en un episodio de 1958 del programa de juegos Animal, Vegetal, Mineral?, celebrada en el Museo de Gloucester, y fue invitada experta en un episodio de 2007 de In Our Time sobre la vida de Santa Hilda.

### Excavaciones en Monkwearmouth-Jarrow
De 1963 a 1978, Cramp excavó en Monkwearmouth-Jarrow Abbey, Northumbria, liderando el equipo que descubrió restos de edificios de los siglos VII y VIII. Una excavación final tuvo lugar en 1984.  Al mismo tiempo, Cramp estaba ayudando a desarrollar y lanzar el Corpus of Anglo-Saxon Stone Sculpture, publicado por la Universidad de Durham.
Antes de las excavaciones, poco se sabía de los edificios físicos más allá de las referencias escritas de Beda. Durante las excavaciones, se descubrieron algunas de las vidrieras más antiguas de Gran Bretaña; El vidrio también comprende la colección más grande de vidrieras de los siglos VII y VIII en Europa occidental. Al reflexionar sobre la excavación, Cramp describió el momento y dijo que los fragmentos de vidrio «parecían joyas tiradas en el suelo».  Las excavaciones de Cramp también revelaron las comunidades posteriores en el sitio, que datan de los siglos XI al XVI.
Los informes de excavación se publicaron en 2005 y 2006 a través de English Heritage.  En 2012, se lanzó una oferta para asegurar el estatus de Patrimonio Mundial del sitio, pero la solicitud fue suspendida posteriormente.  La oferta describía la importancia del sitio y señalaba que «su asociación directa con Beda, Biscop y el maestro de Beda, Ceolfrith, lo convierte en uno de los sitios monásticos más influyentes de Europa».Las excavaciones de Cramp en Jarrow condujeron al desarrollo de un museo y un programa educativo, que finalmente se convirtió en el Mundo de Beda. Presentaba una granja anglosajona con animales de razas raras y ahora se conoce como Jarrow Hall y Bede Museum.

## Muerte
Dame Rosemary Cramp murió en Durham el 27 de abril de 2023, a la edad de 93 años.    

## Honores
El 8 de enero de 1959, Cramp fue elegido miembro de la Sociedad de Anticuarios de Londres (FSA). En 2006, fue elegida miembro de la Academia Británica (FBA).  En 2008 recibió la Medalla de Oro de la Sociedad de Anticuarios de Londres; se otorga «por servicios distinguidos a la arqueología».
Iris Murdoch dedicó su novela de 1978 The Sea, The Sea to Cramp. 
En 1987, Cramp fue nombrado Comandante de la Orden del Imperio Británico (CBE).  En los Honores del Cumpleaños de la Reina de 2011, fue ascendida a Dama Comendadora de la Orden del Imperio Británico (DBE) «por sus servicios académicos». 
Cramp recibió varios títulos honoríficos. Recibió el título de doctora Honoris causa en Ciencias de la Universidad de Durham en 1995,  de la Universidad de Bradford en julio de 2002,  y de la Universidad de Cambridge en 2019. La University College Cork le otorgó el título de Doctor honoris causa en Letras en junio de 2003 y la Universidad de Leicester en 2004.  
En 2001 se publicó un Festschrift en honor a Cramp. Se tituló Imagen y poder en la arqueología de la Gran Bretaña medieval temprana: ensayos en honor a Rosemary Cramp y fue editado por Helena Hamerow y Arthur MacGregor . Los contribuyentes incluyeron a Nancy Edwards y Martin Carver. En 2008 se publicó un segundo volumen honorífico; editado por Catherine Karkov y Helen Damico, Æedificia nova: Studies in Honor of Rosemary Cramp se centró en el arte, la arqueología y la literatura de la Inglaterra anglosajona e incluyó un artículo de Cramp.

## Trabajos seleccionados
- Cramp, Rosemary J. (1957). «Beowulf and Archaeology». Medieval Archaeology (Society for Medieval Archaeology) 1: 57-77. doi:10.1080/00766097.1957.11735382.
- Cramp, R. J.; Lang, J. T. (1977). A Century of Anglo-Saxon Sculpture. Newcastle upon Tyne: Frank Graham. ISBN 978-0859830997.
- Cramp, Rosemary (1984). Corpus of Anglo-Saxon stone sculpture in England: Volume I, County Durham and Northumberland. Oxford: Oxford University Press. ISBN 0-19-726012-8.
- Cramp, Rosemary (1984). Corpus of Anglo-Saxon Stone Sculpture: General Introduction. Oxford: Oxford University Press. ISBN 0-85672-478-5.
- Cramp, Rosemary (1986). «Anglo-Saxon and Italian Sculpture». Angli e Sassoni al di qua e al di là del mare: 26 aprile-lo maggio 1984. Settimane di studio del Centro italiano di studi sull'alto Medioevo XXXII. Spoleto: Centro italiano di studi sull'alto Medioevo. pp. 125-140.
- Bailey, Richard N.; Cramp, Rosemary (1988). Corpus of Anglo-Saxon stone sculpture in England: Volume II, Cumberland, Westmorland and Lancashire North-of-the-Sands. Oxford: Oxford University Press. ISBN 0-19-726036-5.
- Cramp, Rosemary (1991). Grammar of Anglo-Saxon Ornament: A General Introduction to the Corpus of Anglo-Saxon Stone Sculpture. Oxford: Oxford University Press. ISBN 0-19-726098-5.
- Cramp, Rosemary (1992). Studies in Anglo-Saxon sculpture. London: Pindar Press. ISBN 978-0907132615.
- Cramp, Rosemary (23 de marzo de 1994). «Obituary: Rupert Bruce-Mitford». The Independent. Consultado el 1 de septiembre de 2017.
- Cramp, R. (2005). Wearmouth and Jarrow Monastic Sites, Volume 1. English Heritage. ISBN 978-1848022188.
- Cramp, R. (2006). Wearmouth and Jarrow Monastic Sites, Volume 2. English Heritage. ISBN 978-1848022195.
- Cramp, Rosemary (2005). Corpus of Anglo-Saxon stone sculpture in England: Volume VII, South-West England. Oxford: Oxford University Press. ISBN 978-0-19-726334-1.
- Cramp, Rosemary (2014). The Hirsel Excavations. Society for Medieval Archaeology. ISBN 978-1909662353.